# Akazome Emon
Akazome Emon (赤染衛門?, Akazome Emon; 956 circa – 1041) è stata una poetessa giapponese waka del medio periodo Heian.
È un membro sia dei Chūko Sanjūrokkasen (中古三十六歌仙) che delle Trentasei poetesse immortali (女房三十六歌仙, Nyōbō Sanjūrokkasen).

## Biografia

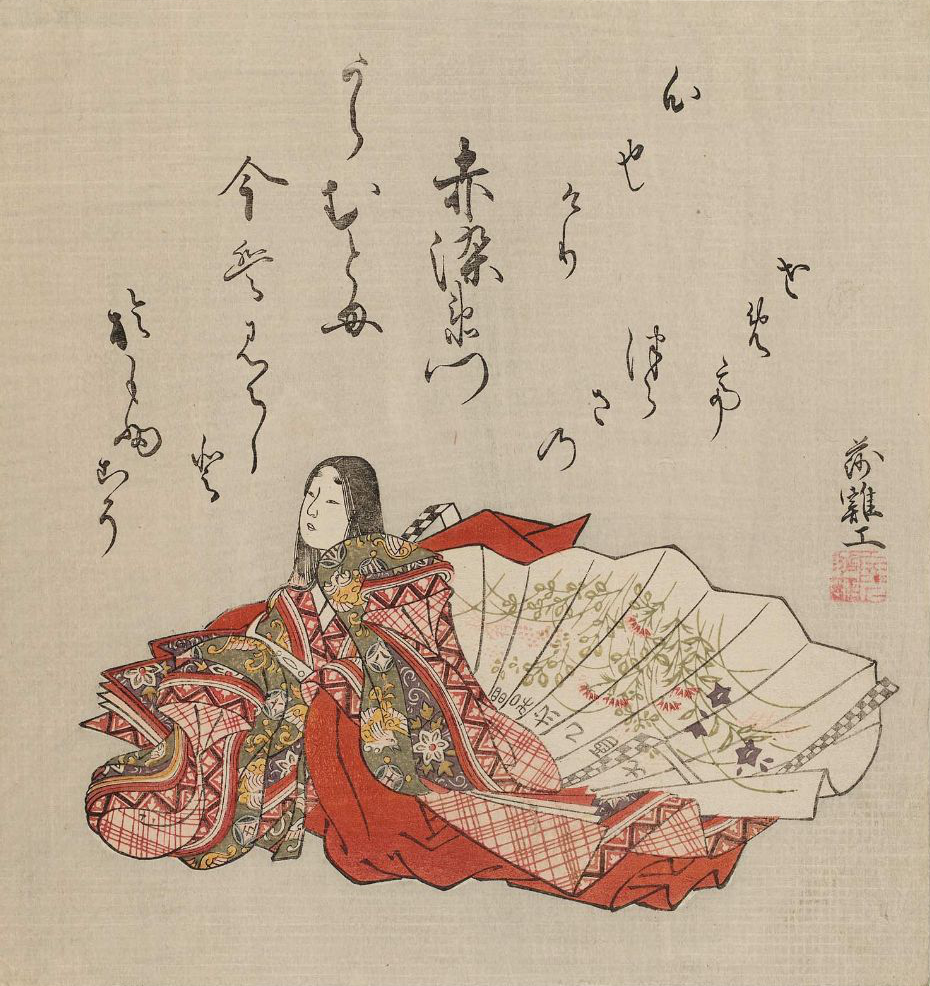
Akazome Emon raffigurata in un'opera del 1765 di Komatsuken

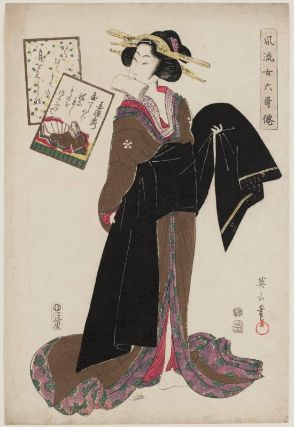
Rappresentazione di Akazome Emon, incisione sul legno di Kikugawa Eizan, 1811

È stata considerata una dei trentasei importanti poeti appartenuti alla corte di Kyoto nel periodo storico che va dal 794 al 1186, denominato Heian.
Era ufficialmente la figlia di Akazome Tokimochi (赤染時用), ma il libro tardo-Heian di critica poetica Fukuro-zōshi registrò che il suo padre biologico era il primo marito di sua madre, Taira no Kanemori. 
Uno scambio poetico tra Emon e Fujiwara no Michitaka, risalente a circa Ten'en 2 (974) a Jōgen 2 (977), quando era probabilmente nella sua tarda adolescenza, è il primo evento databile nella sua vita. All'incirca in questo periodo, prestò i suoi servigi come "Nyobo" (女房) nella casa di Minamoto no Masanobu, e per molto tempo da allora in poi servì sua figlia Rinshi, la moglie di Fujiwara no Michinaga.
Akazome Emon sposò un celebre studioso di confucianesimo e poeta sia di waka che di kanshi, Ōe no Masahira, con il quale ebbe due figlie. Quando nel 1012 il marito morì a causa di un annegamento, lei fu talmente addolorata da distaccarsi dalla sua famiglia e diventare Bhikkhunī (monaca buddista). L'anno della sua morte è incerto, ma visse probabilmente almeno fino al 1041.

## Opera poetica
Partecipò a due famosi concorsi di poesia nel 1035 e nel 1041. Contribuì anche con una poesia su byōbu (屏風歌 byōbu-uta) per celebrare il settantesimo anno di Rinshi, nel 1033.
Fu contemporanea delle poetesse Murasaki Shikibu, Izumi Shikibu e Sei Shōnagon, presenti alla corte imperiale. Per questo è inserita nella raccolta Nyōbō Sanjūrokkasen.
La poesia di Akazome Emon si è caratterizzata per toni pacati, moderati, eleganti, malinconici, per una certa grazia stilistica, per la sua adesione alla tradizione classica evidenziata dai temi stagionali.
Alcune sue odi sono state inserite nel Goshūi Wakashū e nello Hyakunin Isshu, importanti antologie curate da Teika Fujiwara, che includono liriche di autori vissuti fra il VII secolo ed il XIII secolo. Più di 60 delle sue poesie sono state incluse nel Kin'yō Wakashū e nelle successive antologie di corte.
Ha lasciato una collezione personale intitolata Akazome Emon-shū (Scritti di Akazome Emon).
Molti storici le attribuiscono anche la paternità dell'Eiga Monogatari (Storia degli splendori), una epopea celebrante il successo e la gloria della famiglia Fujiwara, scritta nello stile dei racconti storici, che partendo da fatti di cronaca del passato, spazia attraverso una rilettura romanzesca e fantasiosa, per giungere a descrizioni di rappresentanti politici o culturali
del suo tempo.
L'Eiga Monogatari è una collezione di poesie, racconti di avventure e storie di vita di corte che descrivono un periodo storico che va dall'887 al 1092, e che si soffermano soprattutto sulla figura di Fujiwara no Michinaga, della cui consorte, Akazome era dama di compagnia. Tra le particolarità dell'opera, vi è sicuramente l'introduzione della scrittura sillabica al posto di quella ideografica.